# F1 2013
F1 2013 — гоночная игра, основанная на сезоне 2013 Формулы-1. Это пятая по счёту игра о Формуле-1 от Codemasters, выпущенная после момента овладения ими прав на разработку официальных игр чемпионата. Игра создана на движке EGO. Релиз игры состоялся в октябре 2013 года на платформах PlayStation 3, Xbox 360 и Microsoft Windows, примечательно, что в Северной Америке игра вышла с небольшой задержкой по сравнению с Европой. Российской локализацией игры занималась компания 1С-СофтКлаб.
Отличительной особенностью F1 2013 является наличие классического контента впервые в истории серии симуляторов Формулы-1 от Codemasters. В игре появились исторически значимые болиды 80-х и 90-х годов, а также некоторые старые трассы, которые более не входят в календарь серии на момент выхода игры. Также в F1 2013 присутствовали следующие режимы: карьера, где на протяжении 7 сезонов игрок мог соревноваться и менять команды, отдельные Гран-при, заезд на время, а также режим сценариев. В дополнение к этому имелась сетевая многопользовательская игра. К этой игре, в отличие от её предшественниц, выходили платные DLC, которые содержали больше классического контента.

## Отзывы
| Сводный рейтинг | Сводный рейтинг | Сводный рейтинг |
| Издание         | Оценка          | Оценка          |
| Издание         | PS3             | Xbox 360        |
| --------------- | --------------- | --------------- |
| GameRankings    | 75,65 %         | 79,65 %         |

После релиза игра получила тёплый приём у игроков и в прессе. Средний балл на агрегаторе Metacritic на данный момент равняется 77. Многие обозреватели часто сходились во мнении, что классический режим пришёлся игре к месту, однако используемые технологии почти полностью изжили себя. Согласно сайту VG Chartz, продажи физических копий игры составили 580 тыс. копий на PlayStation 3, и 300 тыс. копий на Xbox 360.